# Nattens patrulje (film fra 1930)
Nattens patrulje (originaltitel The Dawn Patrol) er en amerikansk krigsfilm fra 1930, instrueret af Howard Hawks en tidligere flyveinstruktør under 1. verdenskrig, der selv flyver i filmen som tysk pilot.
Filmen havde Richard Barthelmess i hovedrollen. John Monk Saunders vandt en Oscar for bedste historie.

## Eksterne Henvisninger
- Nattens patrulje på Internet Movie Database (engelsk)
- Nattens patrulje i Svensk Filmdatabas (svensk)
- Nattens patrulje på AlloCiné (fransk)
- Nattens patrulje på MovieMeter (nederlandsk)
- Nattens patrulje på AllMovie (engelsk)
- Nattens patrulje hos American Film Institute (engelsk)
- Nattens patruljes profil hos Encyclopædia Britannica Online (engelsk)
- Nattens patrulje på Turner Classic Movies (engelsk)
- Nattens patrulje på The Movie Database (engelsk)
- Nattens patrulje på Rotten Tomatoes (engelsk)